# Zodiac (roman)
Pour les articles homonymes, voir Zodiaque (homonymie).
Zodiac (titre original : Zodiac) est un roman de science-fiction écrit par l'auteur américain Neal Stephenson, qui présente une satire des groupes industriels, des médias et des ONG à vocation écologiste. Il a été publié aux États-Unis en 1988 et en 2006 en France.
Il y décrit la lutte d'un militant écologiste, Sangamon Taylor, en conflit avec un groupe industriel responsable d'une pollution de la baie de Boston. Le personnage principal est directement inspiré des archétypes du roman noir en particulier de l'œuvre de l'écrivain James Crumley.